# Sérgio Vieira de Mello
Sérgio Vieira de Mello ONM (Rio de Janeiro, 15 de março de 1948 — Bagdá, 19 de agosto de 2003) foi um filósofo e diplomata brasileiro, funcionário da Organização das Nações Unidas (ONU) durante 34 anos e Alto Comissário das Nações Unidas para os Direitos Humanos desde 2002. 
Desempenhou temporariamente as funções de representante especial do Secretário Geral Kofi Annan no Kosovo, onde foi substituído por Bernard Kouchner. De novembro de 1999 a maio de 2002, exerceu o cargo de administrador de transição da ONU em Timor-Leste. 
Em 12 de setembro de 2002, foi nomeado Alto Comissário das Nações Unidas para os Direitos Humanos. Em maio de 2003, fora indicado pelo secretário-geral das Nações Unidas, Kofi Annan, como seu representante especial, durante quatro meses no Iraque. Vieira de Mello era considerado por muitos como o virtual sucessor de Kofi Annan na Secretaria-Geral das Nações Unidas.
Em 19 de agosto de 2003 faleceu em Bagdá, capital do Iraque, juntamente com outras 21 pessoas, vítima de um atentado a bomba contra a sede local da ONU. A organização extremista Al Qaeda assumiu a autoria do atentado  e afirmou que Mello era o alvo principal do ataque.

## Carreira
Sérgio Vieira de Mello era o segundo filho de Gilda dos Santos com o diplomata Arnaldo Vieira de Mello, posteriormente aposentado compulsoriamente pela ditadura militar no Brasil. Sérgio Vieira de Mello acompanhou o seu pai em várias missões pelo mundo. Depois de cursar o colegial no Colégio Franco-Brasileiro do Rio de Janeiro, estudou na Universidade de Paris (Sorbonne) onde obteve a sua licenciatura e o mestrado para o ensino em filosofia, em 1969 e 1970, respectivamente. Durante os quatro anos que se seguiram, Vieira de Mello prosseguiu seus estudos de filosofia na Universidade de Paris I, (Panthéon-Sorbonne), ao fim dos quais obteve um doutoramento do terceiro ciclo e, em 1985, o doutorado de estado em letras e ciências humanas, com a tese Civitas Maxima.
Tornou-se funcionário da ONU em 1969 - mesmo ano em que seu pai, então cônsul-geral em Stuttgart, Alemanha, foi aposentado compulsoriamente dos quadros do Ministério das Relações Exteriores brasileiro. Passou a maior parte de sua vida trabalhando no Alto Comissariado das Nações Unidas para os Refugiados (UNHCR, ou ACNUR, em português), servindo em missões humanitárias e de manutenção da paz: em Bangladesh, durante sua independência, em 1971; no Sudão e em Chipre, após a Invasão por tropas turcas em 1974. Pelos três seguintes foi um dos principais responsáveis pelas operações de auxílio do ACNUR aos refugiados em Moçambique, que fugiam tanto do regime de apartheid na Rodésia quanto da Guerra civil na Rodésia. Em 1978 foi para o Peru, onde ficou como o representante do ACNUR para o norte do Continente Sul-americano.
Em 1981, integrou-se às forças da missão de paz da ONU no Líbano, a Força Interina das Nações Unidas no Líbano (UNIFIL, sigla em inglês), como conselheiro político sênior das forças da ONU no Líbano. Ao longo dos dezoito meses que esteve na UNIFIL, decepcionou-se tanto com os ataques da OLP a partir de território libanês a Israel quanto o desrespeito das tropas de Israel à UNIFIL. Depois disso, desempenhou diversas funções importantes, no UNHCR, de 1983 a 1991. Foi chefe do Departamento Regional para Ásia e Oceania e diretor da Divisão de Relações Externas.
Entre 1991 e 1996, foi enviado especial do Alto Comissário ao Camboja, como diretor do repatriamento da Autoridade da ONU de Transição no Camboja (U.N. Transitional Authority in Cambodia, UNTAC), tendo sido o primeiro e único representante da ONU a manter conversações com o Khmer Vermelho. Foi diretor da United Nations Protection Force (UNPROFOR), a primeira força de paz na Croácia e na Bósnia e Herzegovina, durante as guerras da Iugoslávia. Foi também coordenador humanitário da ONU na região dos Grandes Lagos Africanos. Em 1996, foi nomeado assistente do Alto Comissariado das Nações Unidas para Refugiados, antes de ser enviado para Nova York, em janeiro de 1998, como Secretário-geral-adjunto para Assuntos Humanitários das Nações Unidas.
O secretário-geral da ONU, Kofi Annan, afirmava que Vieira de Mello era "a pessoa certa para resolver qualquer problema". Foi o primeiro brasileiro a atingir o alto escalão da ONU. Como negociador da ONU atuou em alguns dos principais conflitos mundiais - Bangladesh, Camboja, Líbano, Bósnia e Herzegovina, Kosovo, Ruanda e Timor-Leste, entre 1999 e 2002, quando se mostraria inflexível nas denúncias dos crimes indonésios.

### Atentado terrorista

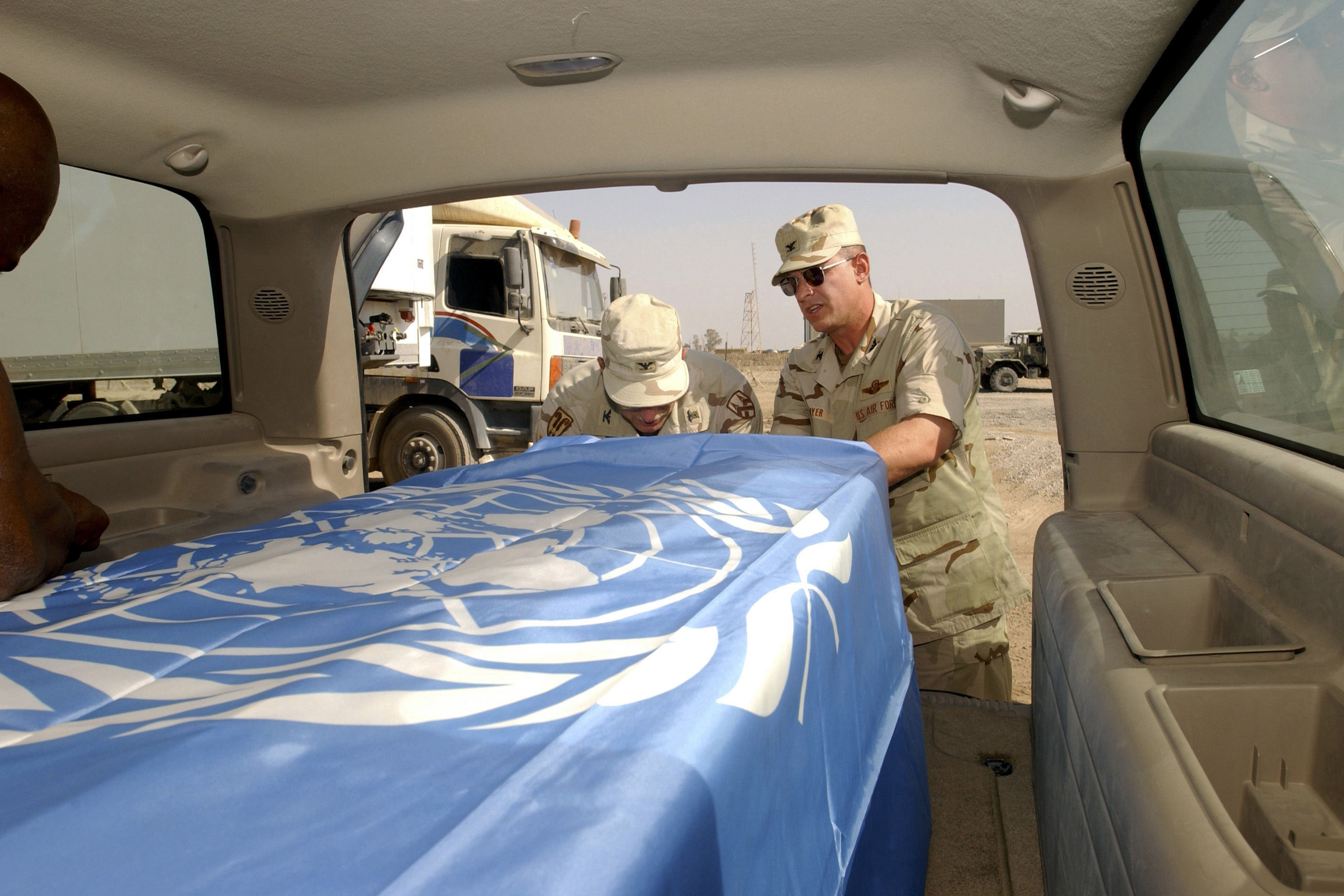
Coronéis americanos seguram uma bandeira das Nações Unidas sobre o caixão de Sérgio Vieira de Mello, antes de uma cerimônia no aeroporto internacional de Bagdá.

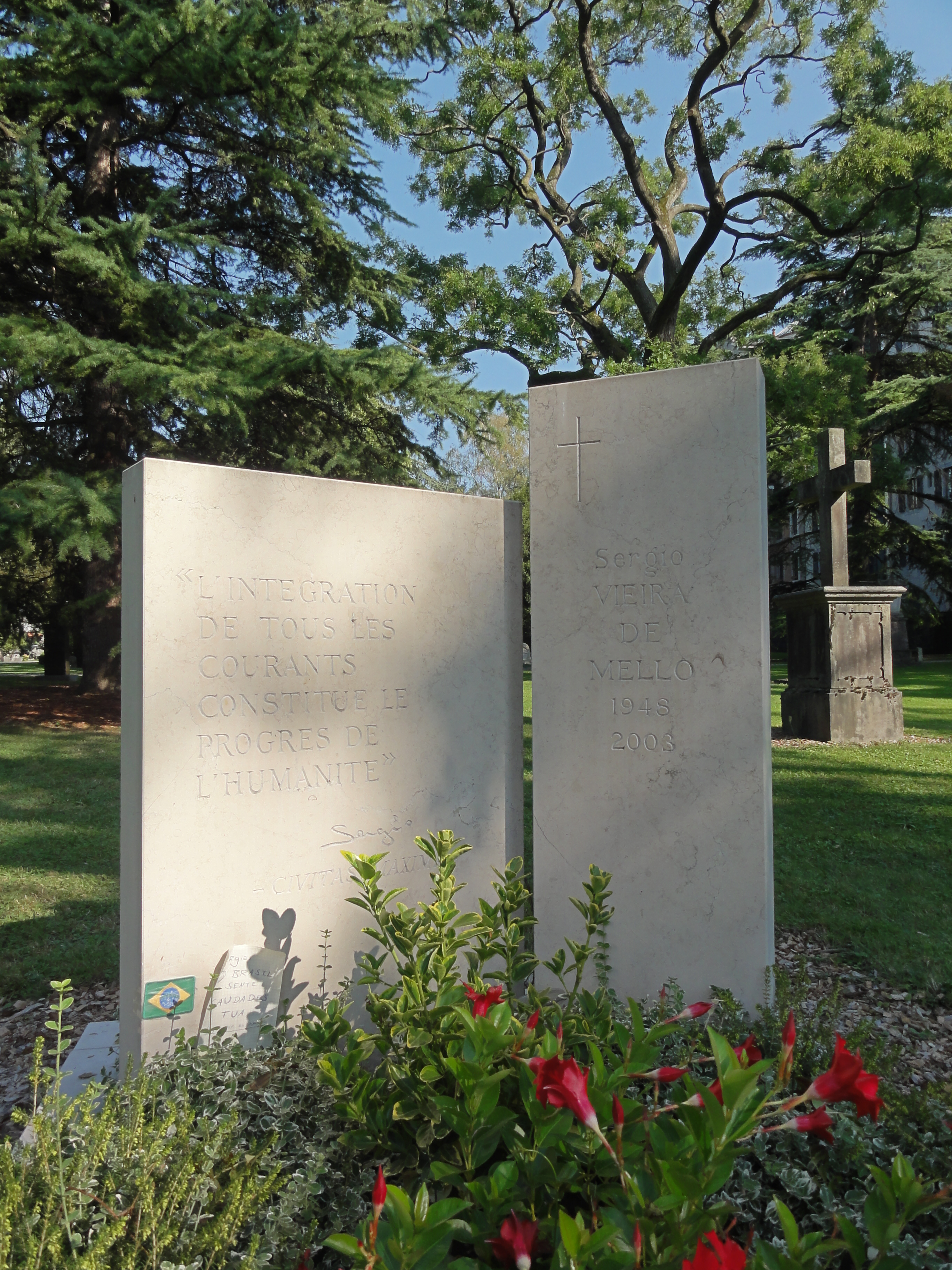
Túmulo n° 743 de Sérgio Vieira de Mello no Cemitério de Plainpalais, Genebra.

Em maio de 2003, foi enviado como representante oficial do Secretário-geral das Nações Unidas para o Iraque, país que estava mergulhado em um sangrento conflito. Em julho daquele ano, Sérgio fez parte de uma equipe que vistoriou a Prisão de Abu Ghraib antes do local ser reformado.
Foi na capital iraquiana, Bagdá, que acabou sendo morto em 2003 durante o ataque suicida ao Hotel Canal, com a explosão provocada por um caminhão-bomba. O hotel era usado como sede da ONU em Bagdá havia mais de uma década. Além dos 22 mortos, cerca de 150 pessoas ficaram feridas no ataque - o mais violento realizado contra uma missão civil das Nações Unidas até então. Abu Musab al-Zarqawi, um dos líderes da organização terrorista Al Qaeda, assumiu a responsabilidade pelo atentado. Segundo os autores do ataque, Mello foi assassinado pois ele era um "cruzado" que teria ajudado a extrair uma parte (o Timor-Leste) do país muçulmano da Indonésia. O atentado provocou a retirada dos funcionários estrangeiros da ONU do território iraquiano.
Segundo o ministro de Relações Exteriores do Brasil, Celso Amorim, momentos depois da explosão, Vieira de Mello telefonou para a ONU de seu celular, falando sobre a situação. Ele permaneceu preso sob os escombros durante mais de três horas. Entretanto, segundo Samantha Power, que entrevistou mais de 400 pessoas (diversas das quais presentes no local da explosão) para escrever o livro "O homem que queria salvar o mundo", Vieira de Mello comunicou-se apenas com a equipe de resgate através de um buraco nos escombros. Ainda segundo Samantha Power, os contatos telefônicos com a sede da ONU em Nova York partiram de Ramiro Lopes da Silva, vice de Vieira de Mello e funcionário responsável pela segurança. O chefe da administração civil dos EUA no Iraque, Paul Bremer, disse que possivelmente Vieira de Mello teria sido o alvo do atentado. "Tudo aconteceu debaixo da janela de Sérgio Vieira de Mello. Eu acho que ele era o alvo", disse Lone à rede BBC.
Sérgio Vieira de Mello foi enterrado no cemitério de Plainpalais (Cimetière des Rois), em Genebra, na Suíça. Alguns meses após o atentado, a ONU realizou uma homenagem póstuma, entregando o Prêmio de Direitos Humanos das Nações Unidas àquele que foi um dos mais importantes funcionários da entidade.

## Vida pessoal
Em Timor-Leste, Sergio conheceu Carolina Larriera, uma economista de nacionalidade argentina do Departamento de Missões de Manutenção da Paz das Nações Unidas, formada na Universidade de Harvard. Sergio e Carolina tinham uma união civil que durou até a sua morte. O julgamento da união estável civil foi o resultado de um processo ganho por Larriera contra Annie, seus herdeiros e o Espólio, e foi concedido por um painel de três juízes liderado pela juíza Regina Fábregas da Vara da Família da Comarca da Capital, Poder Judiciário, Rio de Janeiro, Brasil, após um processo de mais de dez anos.
Vieira de Mello estava legalmente separado de sua ex-mulher Annie, uma francesa, no momento da sua morte, conforme ordem assinada pelo Juiz Presidente do Tribunal de Família, Daniel Delpeuch, no Tribunal Civil de Thonon-les-Bains, Haute Savoie, França. Eles tinham separação de corpos há mais de quinze anos, desde o final dos anos 80. O tribunal francês ordenou que o casal separasse seus bens pessoais, que Sergio pagasse uma pensão alimentícia à sua ex-mulher e aplicou uma ordem de não-contato entre o ex-casal. Após a morte de Sergio, as Nações Unidas esvaziaram os apartamentos de Sergio e Carolina em Bagdá e Genebra, e entregaram todos os pertences pessoais do casal à sua ex-mulher Annie. Com Annie, Mello teve dois filhos: Laurent (n. 1978) e Adrien (n. 1980), ambos atuando na área científica.

## Legado

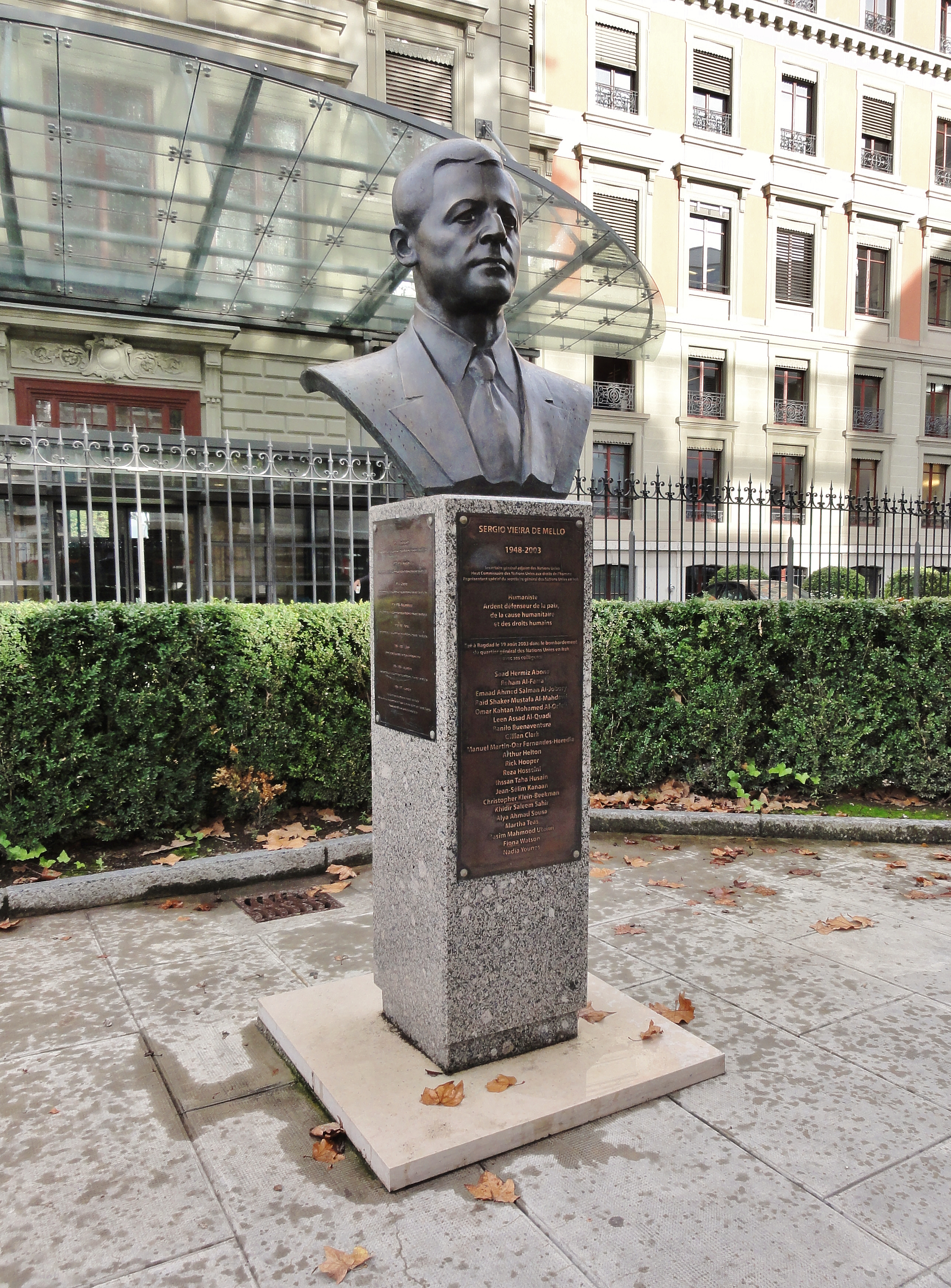
Monumento em memória às vítimas do atentado de Bagdá, atrás do Palácio Wilson, em Genebra na Suíça, busto de Sérgio Vieira de Mello projetado e oferecido pelo escultor de origem georgiana Zurab Tsereteli ao Escritório do Alto Comissário das Nações Unidas para os Direitos Humanos em 28 de junho de 2007.

Vieira de Mello obteve êxito e visibilidade no cenário internacional por sua atividade profissional. Até a sua trágica morte, esteve dedicado a apoiar a reconstrução de comunidades afetadas por guerras e violências extremas. Seu modelo de atuação, por sua firme defesa dos princípios da independência e da imparcialidade, foi o  sueco Dag Hammarskjöld (1905-1961), ex-Secretário Geral das Nações Unidas, morto a serviço da ONU em missão de paz no Congo (1961), e Prémio Nobel da Paz (1961). O caráter humanista da formação de Mello, associado ao seu talento para a negociação e a defesa da democracia, mesmo em situações adversas, foram fatores-chave do sucesso de muitas de suas iniciativas. Seu exemplar desempenho em defesa dos direitos e dos valores humanos inspira a perpetuação de sua memória e o permanente debate do seu pensamento.

### Dia Mundial Humanitário
Em sessão plenária de 11 de dezembro de 2008, a Assembleia Geral das Nações Unidas resolveu designar o 19 de agosto, dia do ataque à sede da ONU em Bagdá, como Dia Mundial Humanitário, em memória de todos os trabalhadores que perderam suas vidas na promoção da causa humanitária.

### Centro Sérgio Vieira de Mello
O Centro Sérgio Vieira de Mello, criado por Gilda Vieira de Mello e Carolina Larriera em 2008. “Nossa visão, assim como refletida nas ações de Sérgio e nos valores que ele liderou, é contribuir para a criação de uma sociedade justa que lembre seu passado, ouça todas as vozes e busque dignidade e tolerância para todos. Sérgio Vieira de Mello levou sua vida com honra e integridade. Nosso objetivo é honrar a vida e o legado de Sérgio, e inseri-lo em todo o tecido de nossa sociedade internacional, para perpetuar uma vida que vale a pena compartilhar e lembrar. É por isso que o Centro opera nesta estrutura”.

### Fundação Sérgio Vieira de Mello
Dedicada à promoção do diálogo visando a resolução pacífica de conflitos, a Fundação Sérgio Vieira de Mello tem como objetivo prosseguir a missão de Sérgio através de:
- Atribuição anual do Prêmio Sérgio Vieira de Mello a pessoas, instituições ou comunidades que, por seu trabalho excepcional, propiciam a reconciliação dos povos divididos por conflitos;
- Realização da Conferência Anual em Memória de Sérgio, em parceria com o Institut des Hautes Etudes Internationales et du Développement (HEID), por volta do dia 15 de março, data do aniversário de Sérgio;
- Bolsa Sérgio Vieira de Mello atribuída a jovens cujas famílias foram vítimas de crise humanitária decorrente de conflito armado;
- Apoio a iniciativas e esforços em favor da reconciliação e da coexistência pacífica entre pessoas ou comunidades em conflito;
- Um manifesto em favor dos trabalhadores humanitários, qualquer que seja seu empregador ou local de atuação.

### Prêmio de Direitos Humanos Sérgio Vieira de Mello
Timor-Leste criou o Prémio de Direitos Humanos Sérgio Vieira de Mello, destinado a reconhecer e a destacar a atividade de cidadãos timorenses e estrangeiros, de organizações governamentais e não governamentais, na promoção, defesa e divulgação dos Direitos Humanos em Timor-Leste.

## Filmes
- Nações Unidas: Tributo aos mortos da tragédia de Bagdá, 19 de agosto de 2003
- En Route to Baghdad, documentário dirigido pela jornalista brasileira Simone Duarte.
- Sergio, documentário de Greg Barker, fez sua estreia mundial em janeiro de 2009 no Festival de Sundance. O documentário alterna momentos da vida de Sérgio com as imagens no dia do atentado e as tentativas para salvá-lo.[27]
- Sérgio Vieira de Mello - O Legado de um Herói Brasileiro, documentário dirigido por André Zavarize com estreia em 7 de agosto de 2018.[28]
- Sergio, longa-metragem do cineasta Greg Barker.[29] Com a estreia mundial no Festival de Sundance em 28 de janeiro de 2020. Wagner Moura que interpreta o diplomata.[30][31]